# Формация Манда
Формация Манда, или залежи Манда (англ. Manda Formation), — геологическая формация среднего триаса в Танзании. Оно содержит окаменелости многих наземных позвоночных триаса, в том числе некоторых из самых ранних архозавров.

## История исследования
Одним из первых изучением пород формации Манда занялся британский геолог Дж. М. Стокли (англ. GM Stockley). В 1932 году Стокли изучал геологию бассейна Рухуху в Танзании. Он дал названия ряду слоёв, начиная с позднего каменноугольного периода до среднего триаса последовательности Сонгеи, разделив её на восемь частей, отмеченных как K1-K8. Стокли также был первым, кто описал ископаемые из этих пород, назвав старший слой «Нижняя костяная ложа» и младший — «Верхняя костяная ложа».
В 1957 году палеонтолог Алан Дж. Чариг (англ. Alan J. Charig) описал многие другие окаменелости из костяной ложи в своей кандидатской диссертации на соискание учёной степени Кембриджского университета. 1963 году Чариг переименовал самые молодые слои из описанных Стокли: K6 в формацию «Кавинга» (англ. Kawinga), K7 в «песчаник Киногри» (англ. Kingori) и K8 в «формацию Манда» (англ. Manda formation). Ископаемые были выявлены во многих слоях, что сделало неверным сделанное Стокли разделение отложений на две отдельные «ложи» костей.
Со времени описания Чаригом формация «Кавинга» была переименована в формацию «Усили» (англ. Usili Formation), песчаники «Кингори» (англ. Kingori Sandstones) стали песчаным членом формации «Манда» с названием «Кингори» (англ. Kingori Sandstone Member of the Manda Formation), а образование, изначально определённое Чарингом как «формация Манда», стало подъединицей формации, названной как «член Лифуа» (англ. Lifua Member).

## Палеобиота

### Тетраподы
| \| Таксон \| Переклассифицированный таксон \| Таксон, ошибочно используемый в качестве действительного \| Сомнительный таксон либо синоним \| Ихнотаксон \| Оотаксон \| Морфотаксон \| |                               | Примечание Неопределённые либо экспериментальные данные описаны мелким шрифтом; вышедшие из употребления зачёркнуты. |                                  |            |          |             |
| Таксон | Переклассифицированный таксон | Таксон, ошибочно используемый в качестве действительного                                                             | Сомнительный таксон либо синоним | Ихнотаксон | Оотаксон | Морфотаксон |

#### Темноспондильные
| Таксон                    | Член       | Материал | Замечания  | Изображения |
| ------------------------- | ---------- | -------- | ---------- | ----------- |
| Stanocephalosaurus pronus | Член Лифуа |          | Капитозавр |             |

#### Архозавроморфы
| Таксон                     | Член       | Материал | Замечания | Изображения |
| -------------------------- | ---------- | -------- | --------- | ----------- |
| Stenaulorhynchus stockleyi | Член Лифуа |          | Ринхозавр |             |

##### Архозавры
| Таксон                   | Член       | Материал                                                                                | Замечания | Изображения |
| ------------------------ | ---------- | --------------------------------------------------------------------------------------- | --- | ----------- |
| Асилизавр                | Член Лифуа |                                                                                         | Силезаврид динозавроподобный                                                                                        |             |
| Hypselorhachis mirabilis | Член Лифуа | Полный набор грудных позвонков                                                          | Архозавр с кожаным воротником, возможно принадлежащий к семейству Ctenosauriscidae                                  |             |
| «Mandasuchus»            | Член Лифуа |                                                                                         | «Равизухия»; семейство пока не описано (nomen nudum)                                                                |             |
| Ньясазавр                | Член Лифуа |                                                                                         | Теропод или птицетазовый, или самая развитая не-динозавровая динозавроподобная форма. Возможно, старейший динозавр. |             |
| «Паллистерия»            | Член Лифуа |                                                                                         | Первоначально отнесён к семейству текодонтов, сейчас — nomen nudum                                                  |             |
| Parringtonia gracilis    | Член Лифуа | Нижняя челюсть, лопатка, часть седалищной кости, двенадцать позвонков и пять остеодерм. | Эрпетосухид |             |
| Stagonosuchus nyassicus  | Член Лифуа |                                                                                         | «Равизухия» |             |
| Текодонтозавр алофос     | Член Лифуа |                                                                                         | Субъект главного синонима «Нясозавра», первоначально определённый как завроподоморфный динозавр                     |             |
| Teleocrater              | Член Лифуа |                                                                                         | Клада Aphanosauria                                                                                                  |             |

#### Терапсиды

##### Дицинодонты
| Таксон       | Член       | Материал | Замечания                          | Изображения |
| ------------ | ---------- | -------- | ---------------------------------- | ----------- |
| Ангонизавр   | Член Лифуа |          | Каннемейеридоформа                 |             |
| Каннемейерия | Член Лифуа |          | Каннемейеридуая каннемейеридоформа |             |
| Сангузавр    | Член Лифуа |          | Каннемейеридоформа stahleckeriid   |             |
| ?Шансиодонт  | Член Лифуа | Череп    | Шансиодонтная каннемейеридоформа   |             |
| Тетрагоний   | Член Лифуа |          | Шансиодонтная каннемейеридоформа   |             |

##### Цинодонты
| Таксон                 | Член       | Материал | Замечания                                                                                                 | Изображения |
| ---------------------- | ---------- | -------- | --- | ----------- |
| Алеодон брахирамфус    | Член Лифуа |          | Возможно, chiniquodontid                                                                                  |             |
| Крикодон метаболий     | Член Лифуа |          | Трираходонтид                                                                                             |             |
| Диадемодон             | Член Лифуа |          | Диадемодонтид                                                                                             |             |
| Скаленодон ангустифрон | Член Лифуа |          | Траверсодонтид                                                                                            |             |
| «Скаленодон» аттриджей | Член Лифуа |          | Траверсодонтид; может находиться за пределами рода Scalenodon и может быть синонимом «Scalenodon» charigi |             |
| «Скаленодон» чариги    | Член Лифуа |          | Траверсодонтид; может находиться за пределамт рода Scalenodon                                             |             |
| «Скаленодон» хиршони   | Член Лифуа |          | Траверсодонтид; может находиться за пределамт рода Scalenodon                                             |             |